# Richard Schechner
Richard Schechner (ur. 23 sierpnia 1934) – amerykański badacz, wydawca, jedna z czołowych postaci współczesnego teatru, reżyser, teoretyk, krytyk. 
Jest profesorem performatyki w katedrze Tisch School of the Arts na Uniwersytecie Nowojorskim oraz wydawcą kwartalnika "TDR: The Journal of Performance Studies". 
Jest naczelnym redaktorem serii "Worlds of Performance", wydawanej przez Routledge. 
Twórca eksperymentalnego teatru The Performance Group i jego głośnych przedstawień (Commune, Dionysus in '69). 
Wieloletni redaktor "TDR" ("The Drama Review"). Członek rad naukowych National Endowment for the Humanities i Smithsonian Institution oraz Fundacji Fulbrighta i Guggenheima.
16. października 2017 r., uchwałą Senatu Uczelni, na wniosek Dziekana Wydziału Wiedzy o Teatrze, otrzymał tytuł doktora honoris causa Akademii Teatralnej im. Aleksandra Zelwerowicza w Warszawie.

## Dzieła
- Public Domain: Essays on the Theater (1969)

- Environmental Theater (1973)

- Essays on Performance Theory, 1970-1976 (1977)

- The End of Humanism (1982)

- Between Theater and Anthropology (1985)

- Performance Theory (1988)

- Przyszłość rytuału (The Future of Ritual: Writings on Culture and Performance 1993; wyd. polskie 2000)

- Performatyka: Wstęp (Performance Studies: An Introduction 2002; wyd. polskie 2007).